# Le Moulin du Pô (film)
Pour l’article homonyme, voir Le Moulin du Pô (roman).

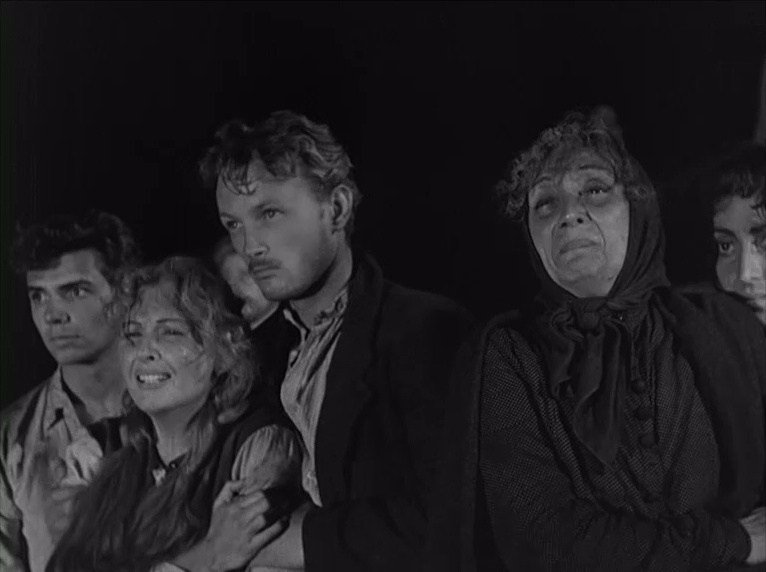
Scène du film Le Moulin du Pô

Le Moulin du Pô (titre original : Il mulino del Po) est un film italien, réalisé par Alberto Lattuada, sorti en 1949, inspiré de la trilogie romanesque éponyme, de Riccardo Bacchelli.

## Synopsis
En 1880, dans la région de Ferrare, la famille Scacerni exploite, selon des méthodes ancestrales, un moulin flottant sur le Pô. Pour tromper le fisc, Princivalle, le chef de famille, truque son compteur... Sa fille Berta, est fiancée à Orbino, un paysan influencé par des idéaux révolutionnaires. Un riche propriétaire foncier, surnommé Il Clapassòn, modernise son exploitation en achetant une batteuse à vapeur. Ce qui déclenche une grève des paysans pauvres. Les Scarceni ne s'associent pas à  ce mouvement, qui finit par être durement réprimé. Princivalle, craignant d'être arrêté pour fraude, incendie alors son moulin. De plus, imaginant sa fille abandonné par Orbino, il tue celui-ci. Il est alors emprisonné.

## Fiche technique
- Titre original : Il mulino del Po
- Titre français : Le Moulin du Pô
- Réalisation : Alberto Lattuada, assisté de Carlo Lizzani
- Scénario : Federico Fellini, Tullio Pinelli, Luigi Comencini, Mario Bonfantini, Sergio Romano d'après le roman de R. Bacchelli Il mulino del Po : La miseria viene in barca (deuxième de la trilogie).
- Photographie : Aldo Tonti, noir et blanc
- Montage : Mario Bonotti
- Musique : Ildebrando Pizzetti
- Décors : Aldo Buzzi
- Costumes : Maria De Matteis
- Production : Carlo Ponti pour Lux Film
- Durée : 94 minutes
- Pays d'origine :  Italie
- Année de réalisation : 1949
- Date de sortie: 28 septembre 1949, Italie ; 21 mars 1951, France
- Genres : Film dramatique/Film historique

## Distribution
- Carla Del Poggio : Berta Scacerni
- Isabella Riva : Cecilia Scacerni
- Giacomo Giuradei : Princivalle Scacerni
- Jacques Sernas : Orbino
- Nino Pavese : Raibolini
- Mario Besesti : Le Baron/Il Clapassòn
- Giulio Calì : Smarazzacucco

## Commentaires
- Selon le critique Filippo Maria de Sanctis, Le Moulin du Pô "effectuant une coupe à travers la société italienne et représentant le monde fin de siècle des paysans et des minotiers de la plaine ferraraise" rassemblerait, en outre, les "thèmes, les types, les atmosphères, l'ensemble des registres" chers à Lattuada. "Une révision, aujourd'hui, de cette œuvre", poursuit-il, "ne permettrait plus (...) que l'on confonde objectivité et froideur, émotion et racolage." En Princivalle, le personnage incarné par Giacomo Giuradei, il détecte un protagoniste appartenant à "une province de l'Italie, dans laquelle Luchino Visconti et Michelangelo Antonioni ont situé l'un Les Amants diaboliques, l'autre Le Cri. Or ce personnage, dit-il, offre "le portrait extrême d'un Italien anarchiste et querelleur, rebelle et individualiste, dont plus d'un trait, sous d'autres formes, se retrouvent chez le Gino des Amants diaboliques et l'Aldo du Cri." Filippo Maria de Sanctis estime, en définitive, que "le vieux reproche de calligraphie lui-même, lieu commun que Lattuada portait comme une tare depuis ses débuts, ne trouve ici aucune prise. (...) Lattuada s'insère dans l'ambiance néoréaliste de façon valable et originale, en ouvrant la voie au film historique, ce genre cinématographique qui autorise, à travers l'évocation du passé, des prises de position contemporaines." (Premier plan, mai 1965)
- Jean Blondel s'extasie, quant à lui, sur la dimension poétique du film qu'il classe, à ses yeux, "en tête de liste du cinéma italien" considérant que Lattuada y "enclôt tout le génie de sa race. Le rythme du film épouse tour à tour la fureur et l'indolence latines, les paysages nous restituent la sérénité de Giotto, la plénitude architecturale de Mantegna et les visages, tout le défilé des visages, retracent devant nous le lien de continuité qui, à travers les âges, raccroche les bas-reliefs étrusques aux toiles de Giorgio De Chirico." (La Libre Belgique, juin 1950)